# Laurent Bouchez
Pour les articles homonymes, voir Bouchez.
Laurent Bouchez, né le 30 octobre 1960 à Béthisy-Saint-Pierre dans l'Oise, est un footballeur français qui évoluait au poste d'attaquant dans les années 1980.

## Biographie
Laurent Bouchez commence sa carrière à l'US Roye, où son père est le président du club[réf. nécessaire]. Attaquant prometteur, il intègre à 15 ans le centre de formation du RC Lens, où il côtoie des joueurs comme Philippe Vercruysse et Didier Sénac. Il participe à la finale de la Coupe des Ligues avec les cadets de la Ligue du Nord, où son équipe est battue par la Ligue de Méditerranée emmené par Laurent Roussey, Dominique Bijotat et José Anigo[réf. nécessaire].
À seulement 17 ans, il débute en 1977 avec la réserve du RC Lens en Division 3, où il participe à quelques rencontres en deux saisons. Il est transféré en 1979 au SC Amiens, restant dans le même groupe de Division 3.
Bouchez parvient à s'imposer à la pointe de l'attaque amiénoise sous la houlette de l'entraîneur Claude Le Roy, aux côtés de Pierre Mankowski, marquant 53 buts en 79 matches de championnat, et finissant meilleur buteur de Division 3 en 1980 et en 1981. Très courtisé, il quitte le SC Amiens en 1982 pour le Roubaix Football, où il continue à marquer de nombreux buts. Après avoir découvert la Division 2 avec les Roubaisiens, le Lille OSC le fait signer professionnel ,puis Il est transféré à l'AS Beauvais en 1985 en Division 2, où une pubalgie le tient éloigné six mois des terrains[réf. nécessaire].
Il tente de rebondir au FC Rouen ou l'entraîneur Arnaud Dos Santos lui fait confiance. Il dispute deux nouvelles saisons de Division 2, mais à cause de blessures, ne dispute qu'une vingtaine de matches en trois ans. Bouchez arrête alors sa carrière à seulement 28 ans . Les statistiques connues de Laurent Bouchez en championnat font état de 96 buts marqués en 186 rencontres, soit une moyenne d'un but tous les deux matches.

## Statistiques
Le tableau ci-dessous résume les statistiques en matches officiels de Laurent Bouchez durant sa carrière de joueur.
| Saison                | Club                  | Championnat           | Championnat | Championnat | Coupe(s) nationale(s) | Coupe(s) nationale(s) | Total | Total |
| Saison                | Club                  | Division              | M.          | B.          | M.                    | B.                    | M.    | B.    |
| 1977-1978             | RC Lens               | 3                     | 4           | 1           | 0                     | 0                     | 4     | 1     |
| 1978-1979             | RC Lens               | 3                     | 1           | 1           | 0                     | 0                     | 1     | 1     |
| Sous-total            | Sous-total            | Sous-total            | 5           | 2           | 0                     | 0                     | 5     | 2     |
| 1979-1980             | SC Amiens             | 3                     | 29          | 16          |                       |                       | 29    | 16    |
| 1980-1981             | SC Amiens             | 3                     | 29          | 28          | 1                     | 0                     | 30    | 28    |
| 1981-1982             | SC Amiens             | 3                     | 21          | 9           |                       |                       | 21    | 9     |
| Sous-total            | Sous-total            | Sous-total            | 79          | 53          | 1                     | 0                     | 80    | 53    |
| 1982-1983             | Roubaix Football      | 3                     | 30          | 20          |                       |                       | 30    | 20    |
| 1983-1984             | Roubaix Football      | 2                     | 34          | 11          |                       |                       | 34    | 11    |
| Sous-total            | Sous-total            | Sous-total            | 64          | 28          | 0                     | 0                     | 64    | 28    |
| 1984-1985             | Lille OSC             | 3                     | 20          | 10          | 0                     | 0                     | 20    | 10    |
| Sous-total            | Sous-total            | Sous-total            | 20          | 10          | 0                     | 0                     | 20    | 10    |
| 1985-1986             | AS Beauvais           | 2                     | 1           | 0           |                       |                       | 1     | 0     |
| Sous-total            | Sous-total            | Sous-total            | 1           | 0           | 0                     | 0                     | 1     | 0     |
| 1986-1987             | FC Rouen              | 3                     | 9           | 7           | 1                     | 0                     | 10    | 7     |
| 1987-1988             | FC Rouen              | 2                     | 5           | 1           |                       |                       | 5     | 1     |
| 1988-1989             | FC Rouen              | 2                     | 3           | 0           |                       |                       | 3     | 0     |
| Sous-total            | Sous-total            | Sous-total            | 17          | 8           | 1                     | 0                     | 18    | 8     |
| Total sur la carrière | Total sur la carrière | Total sur la carrière | 186         | 96          | 2                     | 0                     | 188   | 96    |